# Двенадцать стульев (фильм, 1933)
«Двенадцать стульев» (чеш. «Dvanáct křesel», пол. «Dwanaście krzeseł») — совместный чехословацко-польский художественный фильм, снятый режиссёрами Мартином Фричем и Михалом Вашиньским по мотивам одноимённого романа Ильи Ильфа и Евгения Петрова в 1933 году.

## Сюжет
Скончавшаяся в Варшаве тётушка оставила в наследство пражскому парикмахеру Фердинанду Шуплатко пустую квартиру и двенадцать старых стульев. Зная о миллионном состоянии своей родственницы, незадачливый парикмахер истратился в дороге до последнего гроша. В надежде получить хоть какие-нибудь деньги он продал стулья антиквару Клепке, а ночью нашёл записку, в которой говорилось о спрятанных под обшивкой одного из стульев ста тысячах долларов.
Утром стало известно о том, что все стулья были проданы поштучно в разные руки. Договорившись о совместном поиске пропавшего сокровища, парикмахер и антиквар пустились в путь. Один из стульев по недоразумению попал в детский приют, и найденные в нём деньги пошли в пользу приютских сирот как вклад анонимного доброжелателя.

## В ролях
- Власта Буриан — Фердинанд Шуплатко
- Адольф Дымша — Камил Клепка
- Зуля Погоржельская — попечительница
- Зофья Ярошевская — работница приюта
- Юзеф Кондрат — таксист
- Станислав Бельский — Розенман
- Виктор Беганский — профессор-спиритуалист

## Влияние
Поскольку создатели фильма перенесли его действие в Польшу, им пришлось придумать новую завязку сюжета, не основанную на революции и экспроприации имущества. Сюжетные наработки сценаристов фильма впоследствии были позаимствованы для ряда других экранизаций романа «Двенадцать стульев».